# Czernichowce
Czernichowce (ukr. Чернихівці, Czernychiwci) – wieś w rejonie tarnopolskim obwodu tarnopolskiego Ukrainy.

## Historia
Założona w 1463 r. W II Rzeczypospolitej miejscowość była siedzibą gminy wiejskiej Czernichowce w powiecie zbaraskim województwa tarnopolskiego. Wieś liczy 1435 mieszkańców.
Wieś leżąca na szlaku przemarszu Tatarów była wielokrotnie niszczona i palona w czasie ich przemarszów w XV i XVI w. W XIX wieku i na początku XX wieku właścicielami dóbr Czernichowce z Wiernikami była rodzina Fedorowiczów herbu Oginiec, kolejno dobra posiadali polski działacz niepodległościowy Jan (1811-1870) a następnie jego syn Władysław, (1845-1917) znany działacz ukraiński.
Dziedzicem Czernichowiec był polski wicepremier i minister skarbu Eugeniusz Kwiatkowski, który wychował się w tutejszym dworze.
Do 2020 w rejonie zbaraskim.

## Religia
W Czernichowcach znajduje się murowana cerkiew unicka z roku 1768 pw. Świętej Trójcy, oraz cmentarz choleryczny z 1861 roku.

## Zabytki
- Cerkiew św. Trójcy z końca XVIII wieku z kaplicą-rotundą z XIV wieku pełniącą obecnie rolę zakrystii[8]
- Dzwonnica przycerkiewna, dawniej kamienica, przebudowana w XVIII wieku na dzwonnicę.

## Ludzie urodzeni we wsi
- Myrosław Siczynski
- Waleria Szalay-Groele – polska powieściopisarka, pedagog, reportażystka[9].